# Лісне (Василівський район)
Лі́сне — село в Україні, у Василівській міській громаді Василівського району Запорізької області. Населення становить 80 осіб. До 2020 орган місцевого самоврядування - Лугівська сільська рада.

## Географія
Село Лісне знаходиться за 2 км від правого берега річки Карачекрак та за 4 км від
Каховського водосховища. На відстані 2 км розташоване село Підгірне. Поруч проходить автомобільна дорога М18 (E105).

## Населення

### Мова
Розподіл населення за рідною мовою за даними перепису 2001 року:
| Мова       | Кількість | Відсоток |
| ---------- | --------- | -------- |
| українська | 69        | 86.25%   |
| російська  | 11        | 13.75%   |
| Усього     | 80        | 100%     |

## Відомі особистості
В поселенні народився:
- Госсен Ервін Францевич (* 1931) — учений-агроном.

## Історія
- 1906 — дата заснування.
- 12 червня 2020 року, відповідно до Розпорядження Кабінету Міністрів України від № 713-р «Про визначення адміністративних центрів та затвердження територій територіальних громад Запорізької області», увійшло до складу Василівської міської громади[2].
- 19 липня 2020 року, в результаті адміністративно-територіальної реформи та ліквідації колишнього Василівського району (1923—2020), село увійшло до складу новоутвореного Василівського району[3].